# Modern Day (canção de Migos)
Modern Day é uma música do grupo americano de hip hop Migos. A música faz parte do álbum Culture III.

## Videoclipe
O videoclipe foi postado no canal oficial de Tiësto no YouTube a 12 de junho de 2021.